# جشنواره تننو

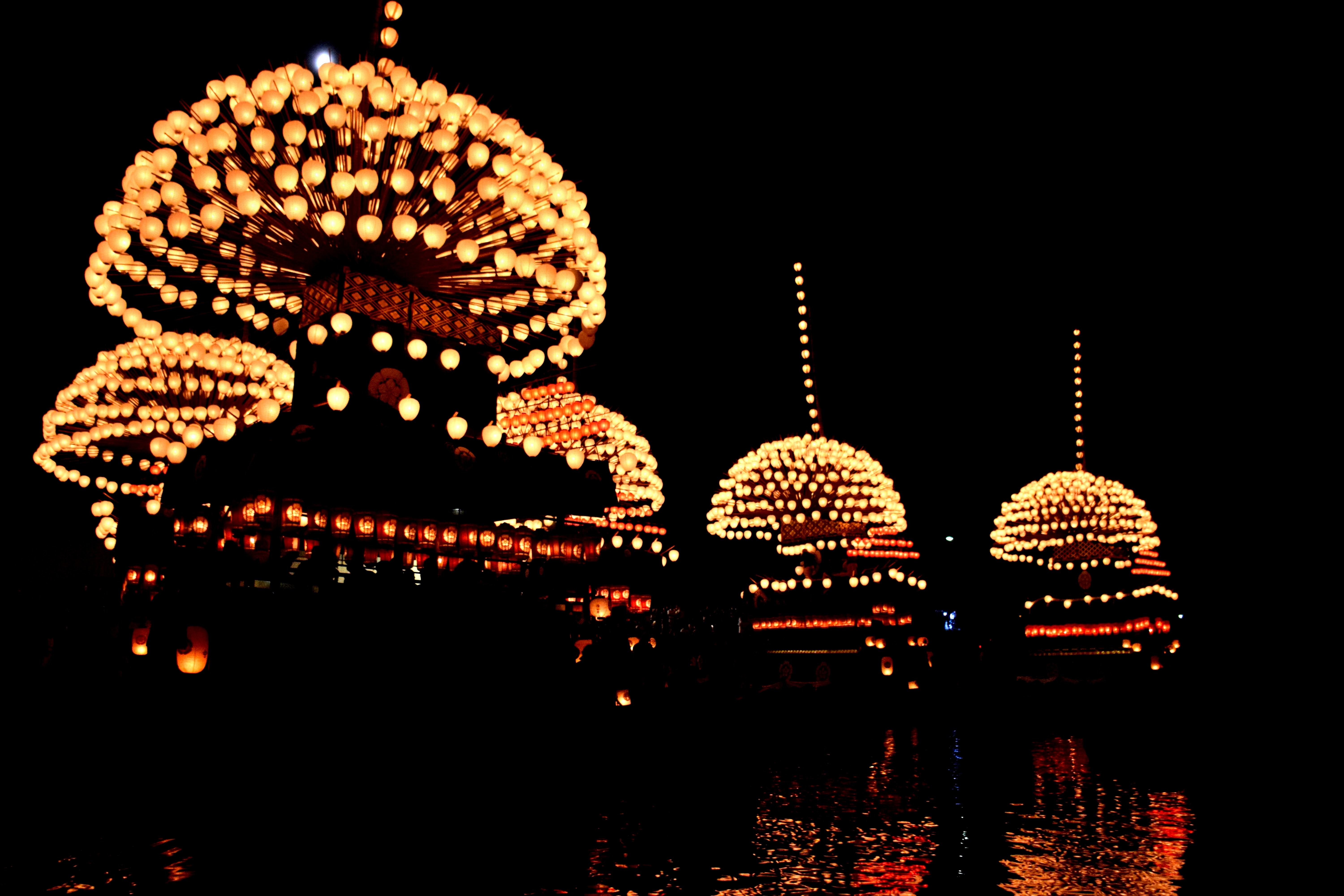
چراغانی فانوس‌های کاغذی در قایق‌های شناور در جشن تننو

جشن تننو (به ژاپنی: 天王祭り Tenno Matsuri) یک جشن ژاپنی است که هر ساله در ماه ژوئن در شهر تسوشیما، آیچی برگزار می‌شود. این جشن سابقه ای ۶۰۰ ساله دارد. رویداد برجسته این جشن دو روزه چراغانی شبانه است که در آن دوازده قایق، که هر کدام با حدود ۴۰۰ فانوس کاغذی تزئین شده، به سمت رود تننو در پارک تننو کاوا حرکت می‌کنند. این جشن همچنین یکی از جشن‌های توکیو است و در شیناگاوا-کو، توکیو در اوایل ماه ژوئن برگزار می‌شود.